# Amphipyra stix
Amphipyra stix är en fjärilsart som beskrevs av Herrich-Schäffer 1850. Amphipyra stix ingår i släktet Amphipyra och familjen nattflyn. Inga underarter finns listade i Catalogue of Life.